# 阿瓜布蘭卡 (波圖格薩州)
阿瓜布蘭卡（西班牙語：Agua Blanca），是委內瑞拉的城鎮，位於該國西北部波圖格薩州，是阿瓜布蘭卡市的首府，始建於1724年11月，主要經濟活動是農業，人口21,506。